# جون جيرارد نونان
جون جيرارد نونان (بالإنجليزية: John Gerard Noonan)‏ هو كاهن كاثوليكي أمريكي، ولد في 26 فبراير 1951 في ليمريك في جمهورية أيرلندا.